# 吹田市立山田第三小学校
吹田市立山田第三小学校（すいたしりつ やまだだいさん しょうがっこう）は、大阪府吹田市にある公立小学校。吹田市立山田第三幼稚園が敷地内に隣接し、学校の西・南側には団地が広がる。

## 沿革
地域の児童数の増加に伴い、従来の吹田市立山田第一小学校・吹田市立山田第二小学校の2校の校区の一部を分離し、1974年に開校した。吹田市山田西1丁目22番地、大阪府住宅供給公社所有地および協和銀行グラウンドを借用し、プレハブ仮校舎を設置して開校した。翌1975年に現在地に校舎が完成している。
開校当初の校区は、吹田市山田西1丁目と山田南だった。しかし地域の人口増加によるマンモス校化に伴い、1986年に吹田市立山田第五小学校を分離していた。これに伴い山田南地区は山田第五小学校の校区へと変更された。
山田第五小学校の児童数減少に伴い、学校規模適正化として2025年4月新年度から山田第五小学校の山田第三小学校への再統合がされ校区も分離前に戻った。

### 年表
- 1974年4月1日 - 吹田市立山田第三小学校として開校。当初は仮校舎で開校。
- 1974年11月22日 - 校章発表。この日が創立記念日となる。
- 1975年3月 - 本校舎、プール完成。
- 1977年11月 - 校歌制定。
- 1981年10月 - 山田第三幼稚園の3、4階部分に校舎増築。
- 1983年7月 - 教室不足が深刻化したため、運動場に仮設のプレハブ校舎建設。
- 1983年9月 - 校旗完成。
- 1986年4月1日 - 吹田市立山田第五小学校を分離。
- 2025年3月で吹田市立山田第五小学校が閉校され、4月新年度から再統合された。

## 通学区域
- 吹田市 山田西1丁目/山田南/山田市場9番-11番。

2025年4月新年度からは山田第五小学校との統合に伴い、その校区である吹田市 山田南、山田市場9番-11番も加わった。
※卒業生は基本的に吹田市立西山田中学校へ進学する。
※2025年新年度から山田第五小学校が山田第三小学校に再統合されるに伴い、その卒業生は吹田市立西山田中学校に進学する校区になるが、現在の山田第五小学校区に住んでいる者は、西山田中学校、吹田市立山田中学校のいずれかを選択することができる経過措置が設けられる。

## 交通
- 阪急バス 新小川バス停、下山田バス停。
- 大阪モノレール 万博記念公園駅 南へ約2.5km。
- 阪急千里線 山田駅 南東へ約2.5km。
- 阪急千里線 南千里駅 東へ約2.5km。
- 東海道本線（JR京都線） 千里丘駅 西へ約2.3km。
- 東海道本線（JR京都線） 岸辺駅 北西へ約2.7km。